# Persepolis
Persepolis (staropersky Pársa, novopersky تخت جمشید/پارسه, Tacht-e Džamšíd) je název starověkého města v dnešní íránské provincii Fárs, antické Persidě. Za vlády achaimenovské dynastie byla Persepolis metropolí perské říše, spolu s ní však významné správní a ceremoniální funkce i nadále plnily starší rezidence Susy a Pasargady. Zakladatelem města, ležícího přibližně 40 km od dnešního Šírázu, byl třetí achaimenovský velkokrál Dareios I.; přesný rok založení není znám (většinou se udává rozmezí let 518–515 př. n. l.). Moderní název Tacht-e Džamšíd (Džamšídův trůn) je odvozen od jména legendárního krále Džamšída, starověký název Persepolis (Město Peršanů) je pořečtěnou formou staroperského Pársa.
Hlavním pozůstatkem někdejšího města je rozlehlý palácový komplex, zbudovaný na umělé terase o rozměrech 450×300 m při úpatí Kúh-e Rahmát. Někdy se soudí, že již král Kambýsés II. zde zamýšlel postavit svoji rezidenci, teprve Dareios I. však položil po roce 515 př. n. l. základy okázale koncipované audienční síně, zvané Ápádána, s přibližně čtvercovým půdorysem o straně dlouhé 60 m. Většinu budov na terase dokončil teprve Dareiův syn Xerxés I. (některé až jeho vnuk Artaxerxés I.), poté zde proběhlo jen minimum změn. Celý soubor palácových budov byl zničen v roce 330 př. n. l. Alexandrem Velikým, který prý osobně Persepolis podpálil jako odplatu za zničení Athén Xerxovými vojsky při řecko-perských válkách v 5. století př. n. l.

## Rezidence králů
Jediný přístup na palácovou terasu, místy vystupující až 18 m nad okolní terén, se nachází na severozápadě a tvoří ho dvojité schodiště pocházející z dob Xerxa I. Proč jsou jednotlivé schody vysoké jen 10–11 cm, je dosud nejasné, snad to mělo souvislost s dvorským ceremoniálem (procesí). Hned za schodištěm lze spatřit tzv. Bránu národů, rovněž zřízenou Xerxem, z níž se dochovala jen kamenná kostra s působivými sochami. Každý příchozí, který chtěl předstoupit před achaimenovského velkokrále, musel touto branou projít a byl zde zaregistrován. Při jižní straně brány je dva metry vysoká vodní nádrž z jediného kusu kamene, jež snad sloužila ke kultovní očistě při ceremoniálních obřadech.

### Ápádána
Rozlehlý palác Ápádána, stojící na samostatné, tři metry vysoké terase, sloužil k audiencím a jeho jádrem byla čtvercová hlavní síň se šesti řadami sloupů, po šesti v každé řadě. Sloupy opatřené žlábkováním byly posazeny na mohutné podstavce. Z rohů budovy vystupovaly čtyři čtvercové věže, do nichž se dalo vstoupit z předsíní – jejich funkce byla strážní a skladištní. Fasádu Ápádany opticky členily tři vysoké výklenky se zapuštěnou trojicí sloupů, v horní části stěny byl umístěn trojjazyčný nápis krále Xerxa I., jenž celý komplex dokončil.
Na severní a východní straně se do přijímací síně vstupovalo po schodištích, jejichž stěny jsou bohatě zdobeny reliéfy – patří k nim nejslavnější výjevy z dvorského života, jež se z dob staré perské říše vůbec zachovaly (trůnící Dareios I., kopími vyzbrojení Nesmrtelní atd.). I z tohoto důvodu je Ápádána patrně nejvýznamnější stavbou Persepole.

### Dareiův palác

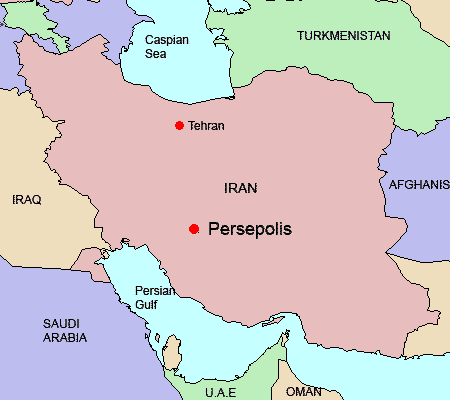
Poloha Persepole

Obytný palác krále Dareia stál u jihozápadní věže Ápádány a jeho staroperské pojmenování bylo Tačara. Také tato budova, dokončená Xerxem I. a přestavěná Artaxerxem III., stála na 2,5 m vysoké terase, přičemž směrem na jih se otevírala do široké sloupové předsíně, opatřené po stranách strážnicemi. Centrálním prostorem byla obdélníková síň podpíraná dvanácti sloupy, dochované reliéfy zobrazují vojáky střežící bezpečnost achaimenovského velkokrále a motivy boje.

### Xerxův palác
Jihovýchodně od Tačary se rozkládal mnohem rozsáhlejší obytný palác krále Xerxa, nazývaný ve staroperštině Hadiš. Tvořilo jej rozlehlé nádvoří, na jehož severní straně se patrně nacházel chrám ohně, a celá řada složitě členěných místností spolu se čtvercovou branou – ta vystupovala do sousedního nádvoří obdélníkového půdorysu. Xerxův palác stojí přímo na skalním podloží, tedy na nejvyšším bodě přirozené vyvýšeniny, což mělo za následek některé zvláštnosti v jeho konstrukci. Z hlavního nádvoří se vstupovalo do velké rozlehlé síně, jejíž střechu neslo 36 sloupů. Reliéfní výzdoba se svými motivy podobá výzdobě na Dareiově paláci.

### Správní okrsek
Nádvoří přiléhající k Ápádáně, mající tvar písmene L, lemovala uvnitř palácové terasy mohutná zeď z nepálených cihel, která oddělovala tuto část rezidence od správního okrsku. Přicházelo se sem tzv. Vojenskou cestou od Brány národů a prvním objektem, jejž návštěvník spatřil, byla Nedokončená brána mohutné obdélníkové dispozice. Jak již název napovídá, brána byla v době, kdy Alexandr Veliký Persepolis zničil, stále ještě ve výstavbě.
Na východní straně sousedily s branou správní budovy, v nichž bylo při archeologických vykopávkách odkryto zhruba 30 000 hliněných tabulek s texty týkajícími se převážně budování Persepole; tabulky byly psány elamským písmem a jazykem. Směrem na jih leželo čtvercové vnitřní nádvoří, ukončené Palácem tisíce sloupů, trůnním sálem Xerxa I. Tato budova, dostavěná až za vlády Artaxerxa I., sestává z mohutné předsíně sevřené mezi dva věžovité trakty na rozích a vlastního sálu, jenž svou rozlohou překonává obdobný sál Ápádány.
Podél východní strany Paláce tisíce sloupů se táhla řada kuchyní, které odděloval na severu úzký prostor od budovy považované dnes za hodovní síň dvořanů a úředníků. I zde měla část obrácená do nádvoří podobu sloupové předsíně, jen mnohem menší než u přilehlého paláce. Na jihu vyplňoval roh terasy složitě strukturovaný objekt Pokladnice, sloužící ve starověku jako finanční centrum perské říše – účel budovy potvrdilo množství zde nalezených hliněných tabulek.

## Okolí rezidence
Mimo vlastní terasu směrem na východ se nachází 26 m hluboká cisterna, měřící v horní části 4,7 m². Sloužila ke shromažďování dešťové vody, nikoli tedy jako studna, a ústila do ní řada kanálků vytesaných ve skále – to obyvatelům rezidence poskytovalo jeden ze zdrojů užitkové vody a při přívalových deštích na jaře a na podzim chránilo rezidenci před zaplavením (přebytečnou vodu odváděla soustava jiných kanálů pryč od terasy). V téže oblasti, 40 m nad úrovní terénu, je ve skalnatém svahu vyhloubena hrobka krále Artaxerxa II., známého protivníka Řeků z Xenofontova díla Anabasis. Má podobu neúplného kříže a byla bohatě zdobena reliéfy a polosloupy. Další podobná hrobka – Artaxerxa III. – je jihovýchodně od palácové terasy, na rozdíl od prvé však nebyla nikdy dokončena.
Z obytných čtvrtí Persepole, zbudovaných z nepálených cihel, se toho do dnešních dob mnoho nedochovalo, nelze ale vyloučit, že důkladnější archeologický výzkum přinese ještě mnohá překvapení.

## Historie vykopávek
Ačkoli ruiny Persepole přitahovaly pozornost evropských cestovatelů a vyslanců již od raného novověku, první systematický archeologický výzkum podnikl až Ernst Herzfeld v letech 1931–1934/1935 a po něm Erich F. Schmidt z Oriental Institute Chicagské univerzity – zkoumána byla stejně jako v pozdějších případech především rezidence. Ve čtyřicátých letech převzala péči o průzkum lokality Íránská správa antických památek, nejprve pod vedením André Godarda, později A. Tádžvidího. V současnosti je oblast rezidence plně zabezpečená a zčásti zrestaurovaná, mj. i zásluhou Istituto Italiano per il Medio ed Estremo Oriente (Giuseppe a Ann Britt Tiliovi).

## Obrazová galerie

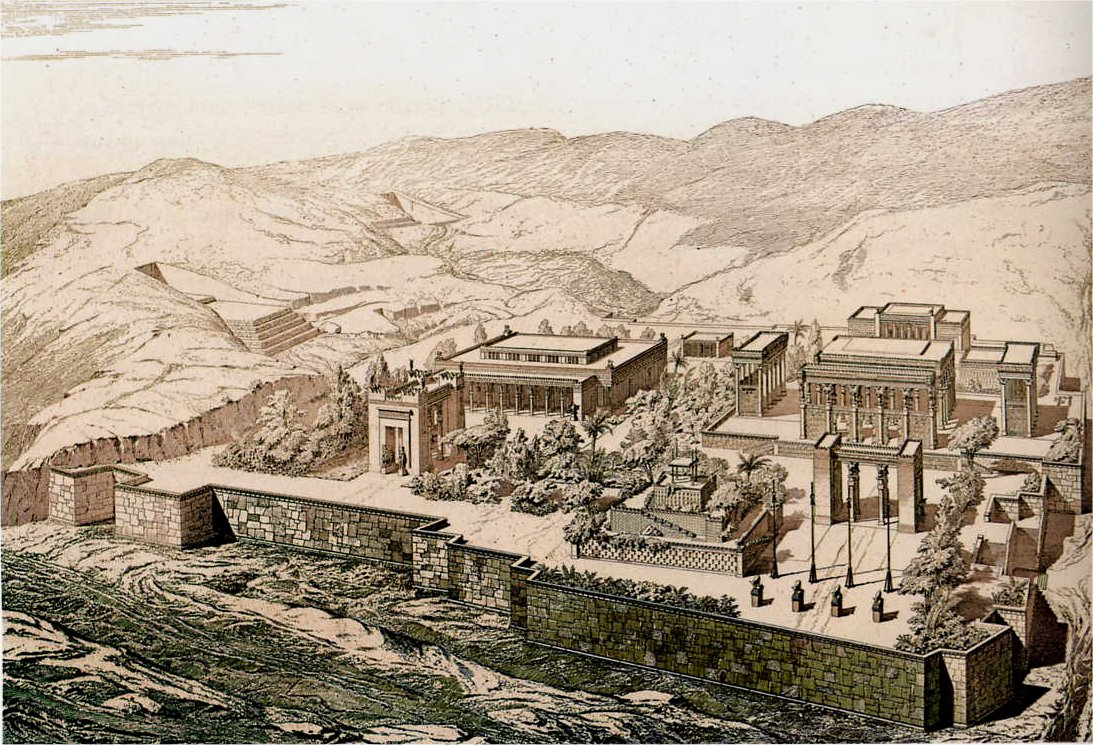
Persepolis z ptačí perspektivy, rekonstrukce Charlese Chipieze z roku 1884
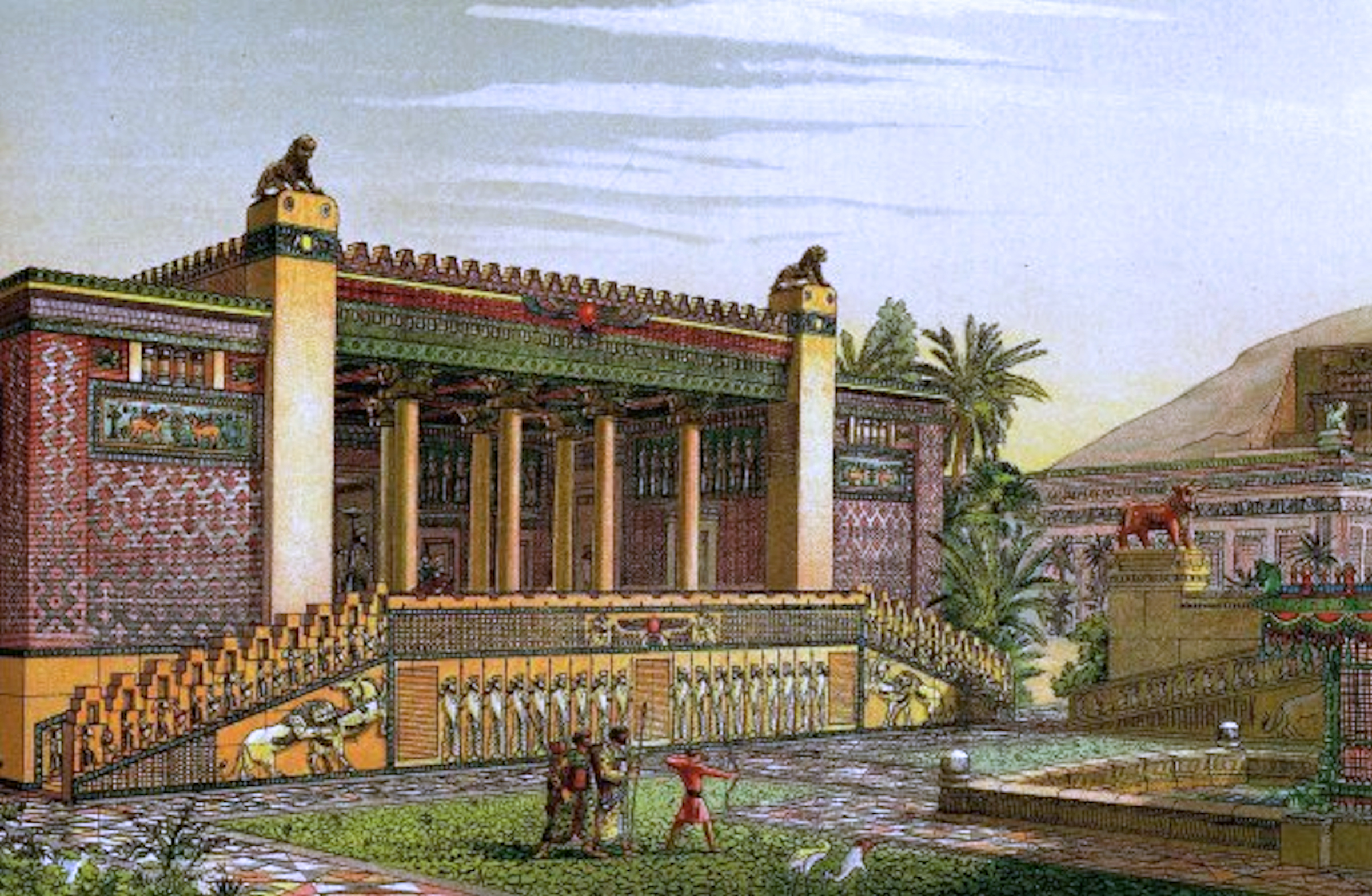
Pohled na Ápádánu, rekonstrukce Charlese Chipieze z roku 1884
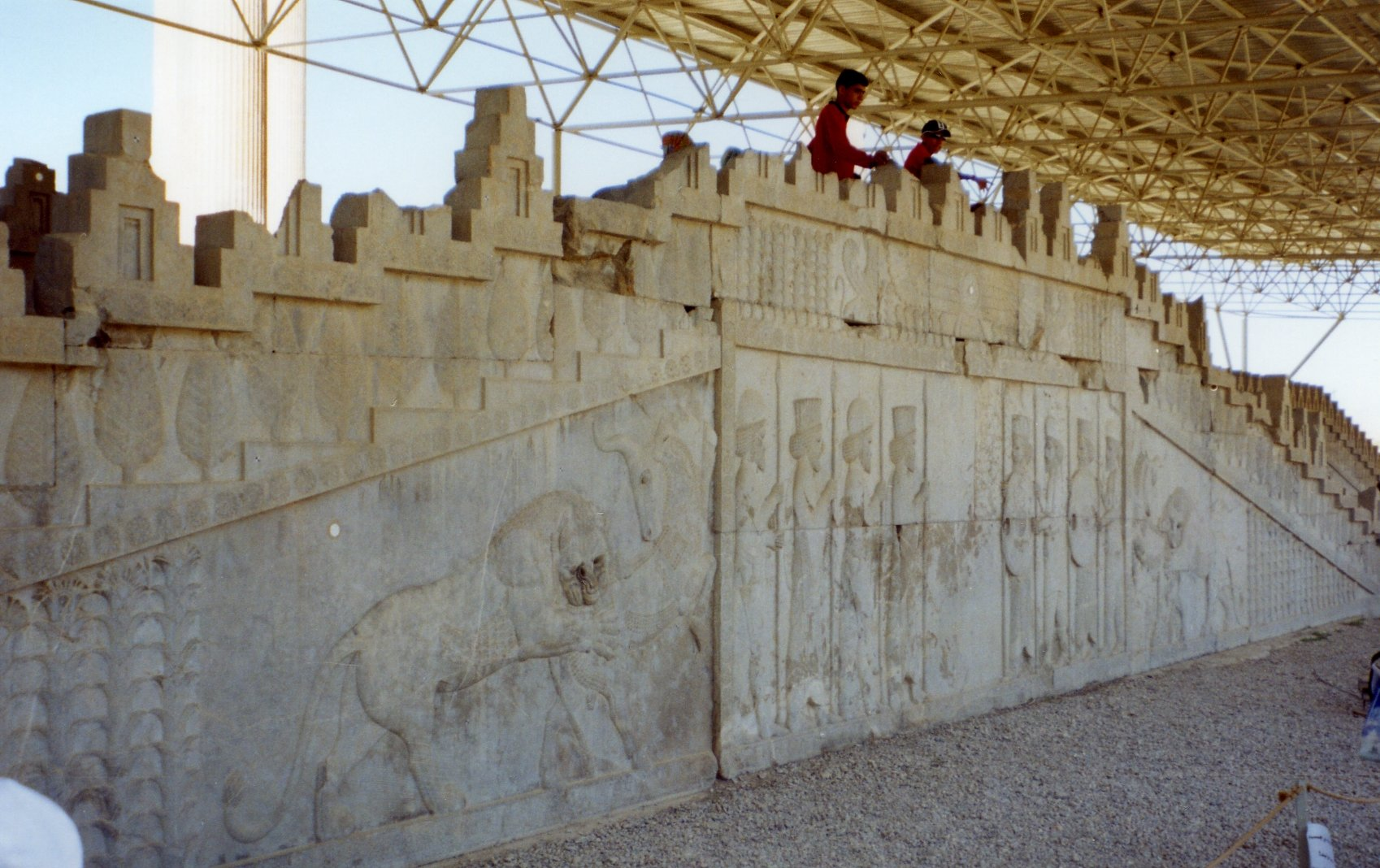
Východní schodiště do Ápádány
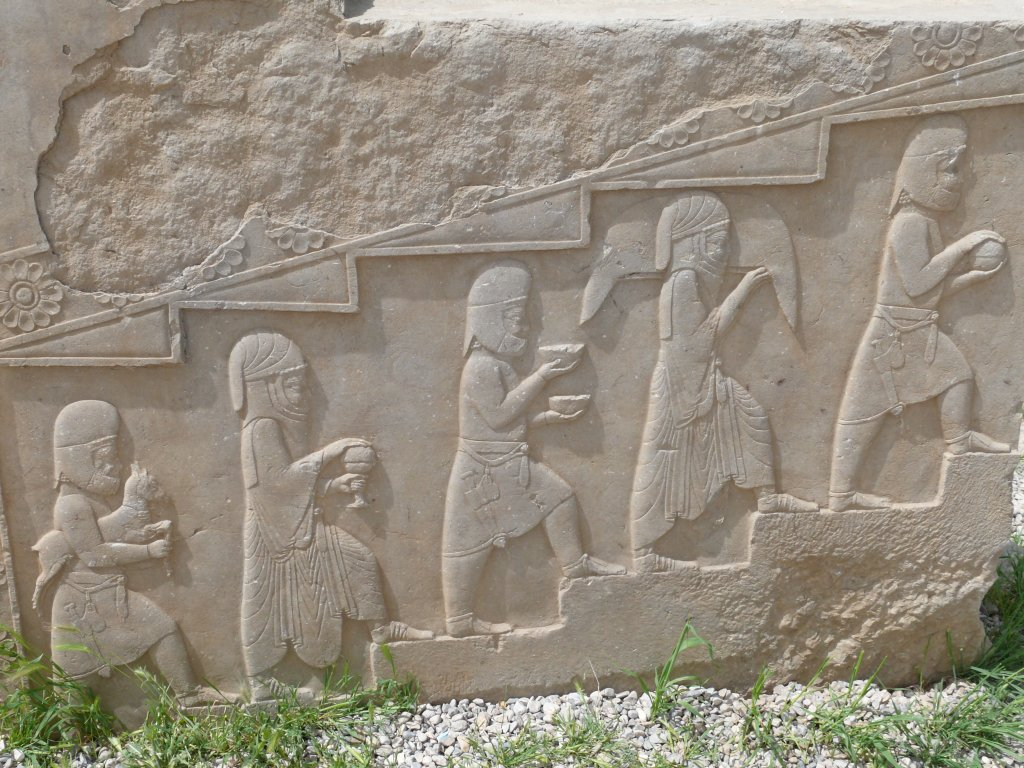
Kněží na reliéfní výzdobě
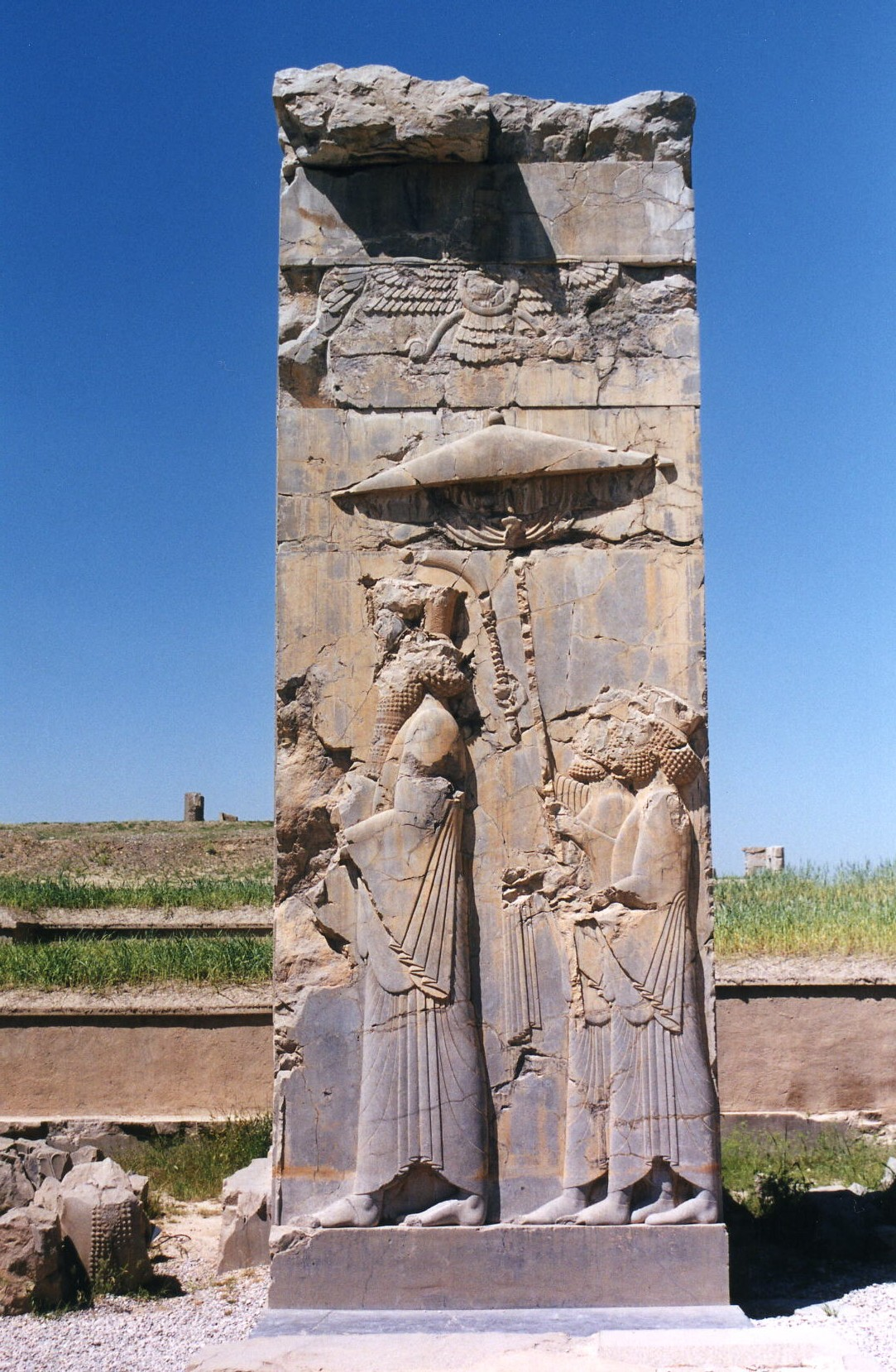
Dareios I. s dvořany
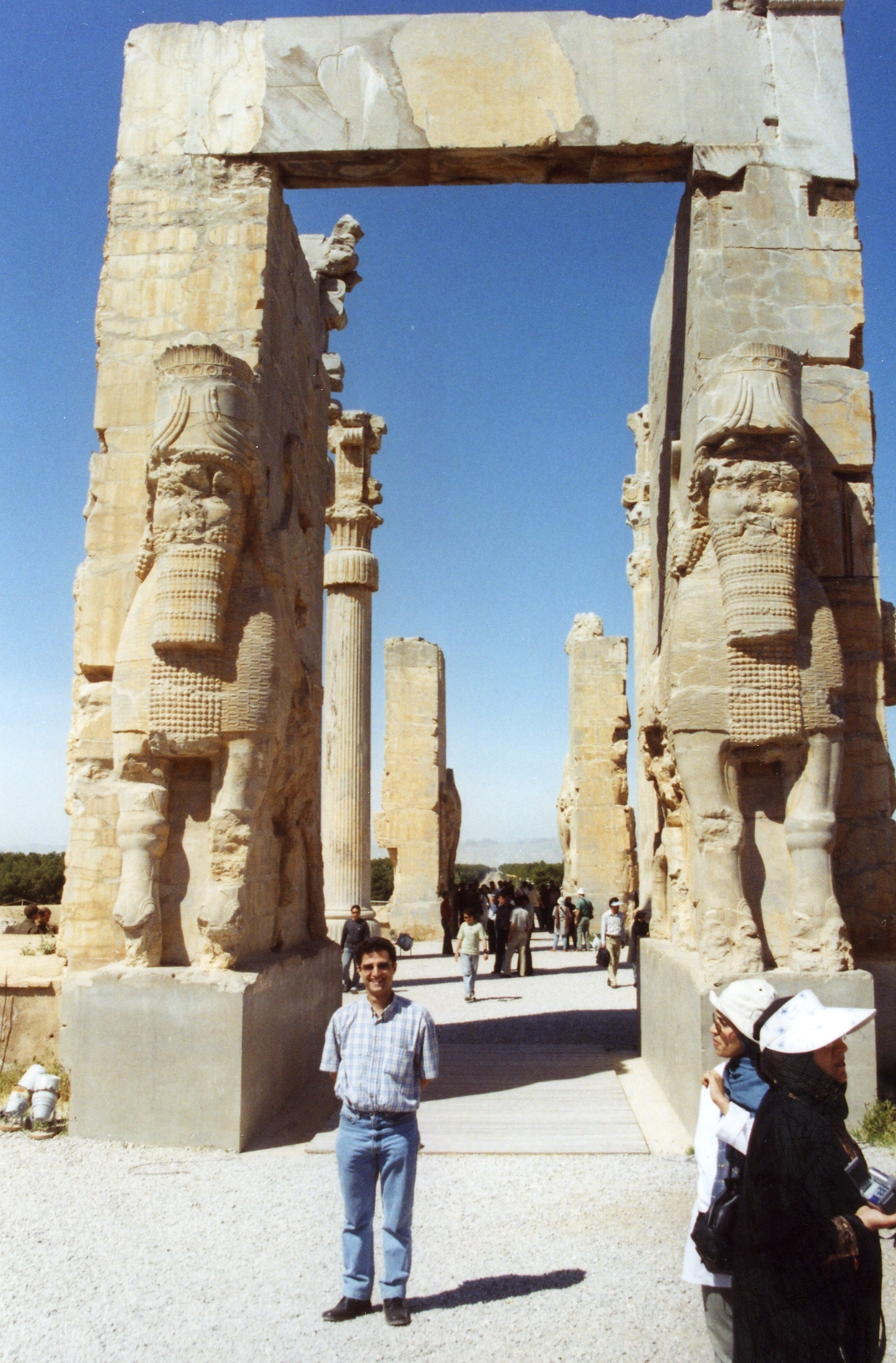
Brána národů
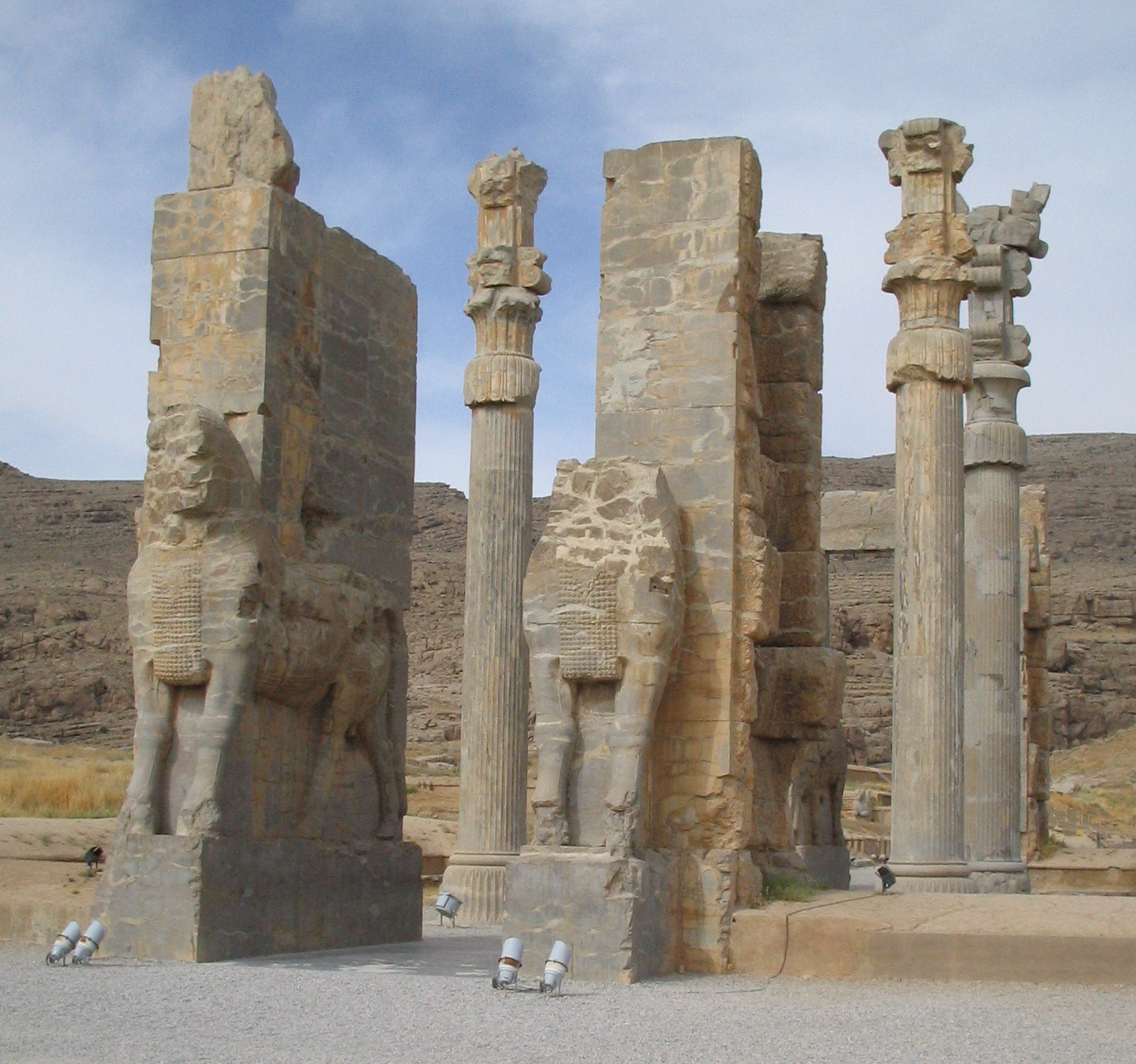
Brána národů
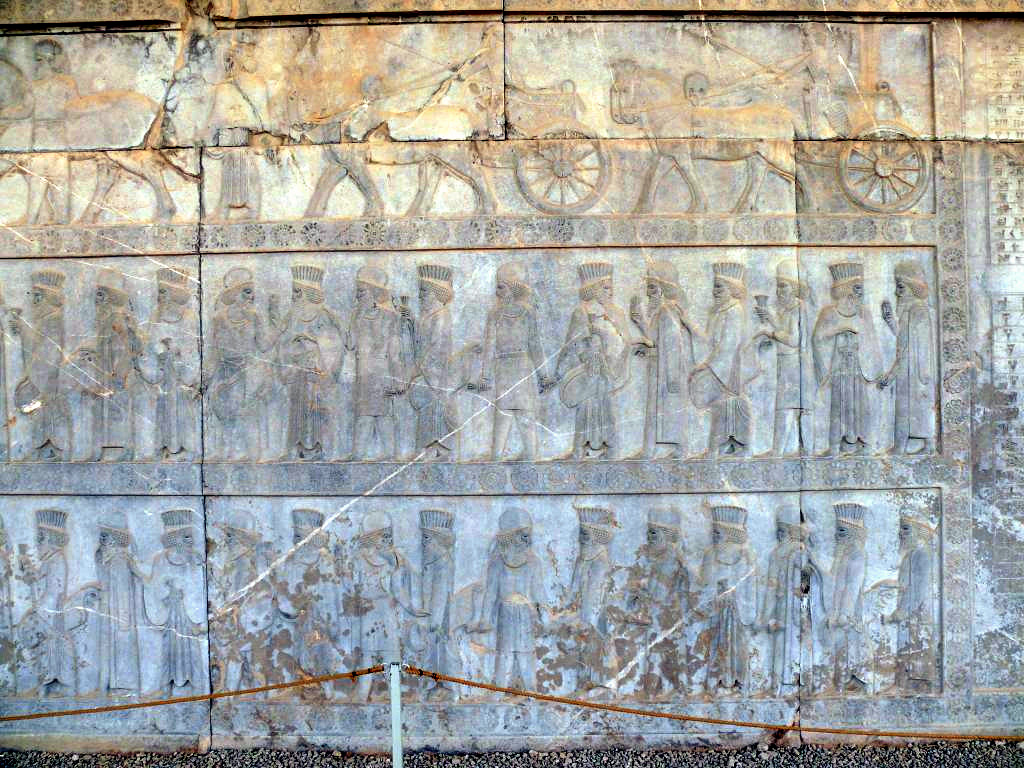
Reliéf na Ápádáně